# جوردن كارستنز
جوردن كارستنز (بالإنجليزية: Jordan Carstens)‏ هو لاعب كرة قدم أمريكية أمريكي، ولد في 22 يناير 1981 في كارول في الولايات المتحدة.